# Paweł Sowa
Paweł Sowa (ur. 23 kwietnia 1897 w Kieźlinach, Warmia; zm. 4 lutego 1984 w Olsztynie) – polski działacz narodowy na Warmii i Mazurach, dziennikarz, w 1945 burmistrz Działdowa.

## Życiorys
Kształcił się szkołach średnich w Olsztynie, Reszlu i Broich. Studiował nauki historyczne na Uniwersytecie Lwowskim. W 1920 wziął udział w akcji plebiscytowej na Warmii i Mazurach. W latach 1920–1922 pracował jako nauczyciel na terenie powiatów Chodzież i Szubin, później wrócił na Warmię i Mazury, gdzie działał w ZPwN. Oskarżony o współpracę z wywiadem musiał w 1926 emigrować do Polski. Na terenie RP organizował Zrzeszenie Rodaków z Warmii, Mazurach i Ziemi Malborskiej. Od 1929 do 1932 redagował pismo "Ziemia Wschodnio-Pruska". Od 1939 mieszkał w Działdowie. W czasie okupacji niemieckiej znalazł się na terenie powiatu mławskiego, gdzie walczył w szeregach AK. W 1945 na krótki okres objął obowiązki burmistrza Działdowa, jednak szybko został usunięty z tej funkcji. Później był m.in. dyrektorem lokalnego gimnazjum. 

## Publikacje
- Agent Rabe, Warszawa 1980
- Cena polskości, Warszawa 1976
- Po obu stronach kordonu, Olsztyn 1974